# 디에고 루나
디에고 루나(Diego Luna, 1979년 12월 29일 ~ )는 멕시코의 배우이다.

## 출연 작품

### 영화
- 비포 나잇 폴스 (2000)
- 이 투 마마 (2001)
- 프리다 (2002)
- 더티 댄싱: 하바나 나이트 (2004)
- 터미널 (2004)
- 밀크 (2008)
- 콘트라밴드 (2012)
- 엘리시움 (2013)
- 마놀로와 마법의 책 (2014)
- 블러드 파더 (2016) - 조나 역
- 더 배드 배치 (2016)
- 로그 원: 스타워즈 스토리 (2016) - 카시안 안도르 역
- 플랫라이너 (2017) - 레이 역
- 빌 스트리트가 말할 수 있다면 (2018) - 페드로시토 역
- DC 리그 오브 슈퍼-펫 (2022) - 칩 역 (목소리)
- 씨시스 온 어 더메스티케이션 (2024) (기획)

### 텔레비전
- 나르코스: 멕시코 (2018-20) - 미겔 앙헬 펠릭스 가야르도 역
- 3 언더: 아카디아의 전설 (2018-19) - 크렐 타론 역 (목소리)
- 마야와 3인의 용사 (2021)
- 스타워즈: 안도르 (2022-) - 카시안 안도르 역